# 가토 노부히로
가토 노부히로(일본어: 加藤 順大, 1984년 12월 11일 ~ )는 일본의 축구 선수이다.

## 구단 경력
그는 2003년부터 2020년까지 J리그의 우라와 레즈, 오미야 아르디자, 교토 상가 FC에서 활동하였다.